# 盂蘭派米

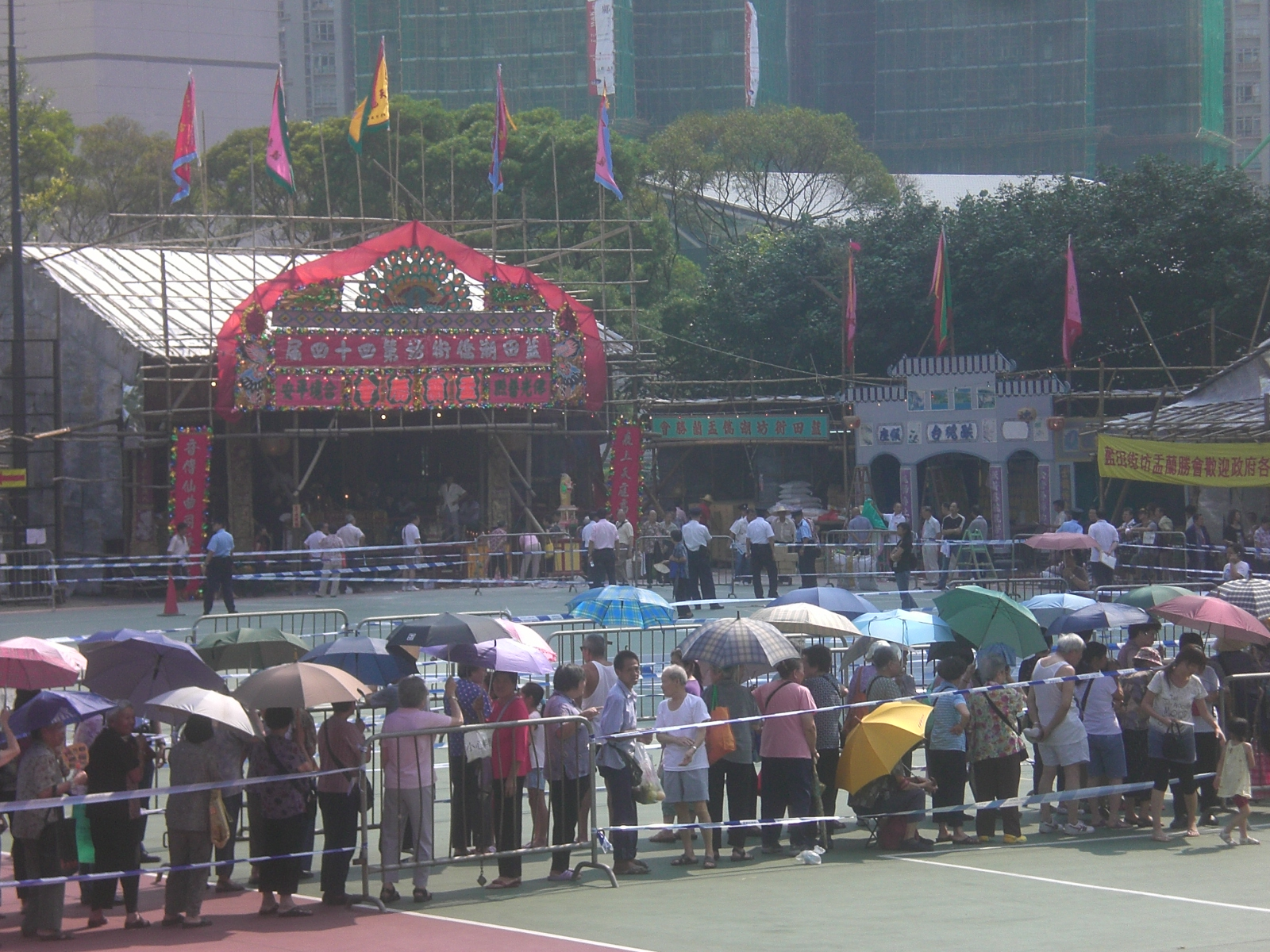
香港在2009年8月一次球場派米活動

盂蘭派米是中元節與盂蘭盆節民間舉行盂蘭勝會後的活動，所派的米本是用作施食，放於招魂台和大士王神像附近，正向經壇方便鬼食用，人們相信瑜伽焰口之後，食物會增加千萬倍；儀式過後，食物形雖在而質已變，變得淡而無味。但丟棄又覺得浪費，於是就把米派給窮人，美其名為「平安米」，既能積德，又能物盡其用。
傳統上這些米並非用作取代貯糧，而是每次溝一小撮到原有的米糧中一起烹煮，寓意長食長有，以保平安。近年人們不了解這些米的真正意義，加上心態改變，部份施米者視之為一般的「慈善活動」，派高價名牌白米，與盂蘭本義有違。受米者亦把所派之米視為福利捐獻，當作生活必須，不惜追索，甚至轉售圖利，已失去原來避免浪費的意義。

## 外部連結
- 林百欣親臨深水步區，向長者派米 （页面存档备份，存于）
- 立法會民政事務委員會 盂蘭節派米活動 （页面存档备份，存于）